# Sweep-picking
Sweep picking, Sweeping ou somente Sweep é uma técnica usada na guitarra em que a palheta move-se como uma vassoura (do inglês sweep: varrer); isto, combinado com o movimento correspondente da mão esquerda ou mão dos trastes (mão direita para os canhotos) produzindo uma série de notas de sonoridade rápida e fluida. É necessário total sincronismo entre as duas mãos para se obter o efeito de forma fluente.

## Explicação
Em relação à mão esquerda (ou dos trastes), o sweep ocorre quando várias cordas adjacentes são articuladas, ou controladas com precisão pelos dedos, de tal forma que soem em sucessão sem soar juntas (ao contrário dos acordes com pestana, em que todas as cordas são pressionadas durante o mesmo ataque da palheta).  A impressão é que os dedos "rolam" em direção às notas desejadas. A mão assume uma forma bem parecida com a de um acorde, mas ao invés de levantarem completamente, cada dedo primeiro segura a nota para produzir o som, e em seguida faz um movimento leve, porém rápido, a fim de abafar a nota (mute) permanecendo em contato com a corda. Aperfeiçoando este movimento, executando-o em sequência nas cordas (enquanto se está levantando o dedo para abafar uma corda, o dedo da corda seguinte já começa a descer), pode-se tocar com grande velocidade, devido à memória muscular.
Juntamente com este movimento, a palheta executa um único ataque passando por todas as cordas, desde em cima até embaixo, ou vice-versa, similar ao modo como se toca um acorde. A principal diferença entre tocar um acorde de maneira normal e com sweep é que nesse último é requerida uma meticulosa sincronia entre o movimento da mão esquerda e o ataque da palheta em cada corda, assegurando-se que cada nota soe individualmente; ao contrário do acorde normal, em que o movimento mais rítmico da palheta faz as notas soarem praticamente em uníssono. Ou seja, o guitarrista deve ter cuidado para não mover a palheta rápido demais (ou lento demais) em relação ao movimento da mão dos trastes, o que requer considerável habilidade e treino.

### Aplicação
A técnica é usada quase que exclusivamente para arpejos sendo bastante comum o formato de tríades empilhadas em uma ou duas oitavas; ou, em termos escalares, a primeira (ou tônica), terça (ou mediante) e quinta (ou dominante) de uma escala, repetida duas vezes com uma tônica adicional no ponto mais agudo do formato. Por exemplo, uma tríade de lá menor (Am) seria escrita como lá-dó-mi-lá-dó-mi-lá (A-C-E-A-C-E-A). Quando essa sequência de notas é tocada velozmente para cima e para baixo como um arpejo, sua sonoridade é notavelmente clássica, em contraste a outras progressões baseadas no Blues. A capacidade de mover esse formato ao longo do braço para causar (ou por causa da) mudança de acordes torna-se muitas vezes a escolha primária de muitos guitarristas.
Licks (frases principais) com sweep foram popularizados por uma legião de "Shredders" durante o boom Neo-clássico nos anos 80, tais como Richie Kotzen, Jason Becker, Yngwie Malmsteen, Frank Gambale, Tony McAlpine, Vinnie Moore, Michael Angelo Batio e Marty Friedman, embora artistas de diferentes estilos como Steve Vai e Alan Holdsworth frequentemente usem sweep picking em suas composições. O primeiro guitarrista de rock a usar esta técnica de forma mais clara e definida foi, provavelmente, Ritchie Blackmore; é possível vê-lo utilizando-a em apresentação ao vivo de 1969, como o Deep Purple Live in Bilzen.
Quando comparada a outras técnicas comumente usadas pelos "shredders", como o trêmolo de palheta, o sweep picking usa um número econômico de palhetadas, embora cada sweep possa ser visto como um conjunto de 3 a 5 ataques, pois cada vez que a palheta atinge a corda pode ser contado como um ataque. Entretanto, em certos casos, usam-se ligaduras (legato) para soar as notas, em vez da palheta, principalmente nas partes mais agudas e mais graves de um arpejo, onde palhetadas sucessivas na mesma corda cancelariam o efeito fluido desejado no sweep. Isto acontece quando, num acorde, uma determinada corda possui duas notas.

### Exemplos
Uma maneira básica de usar essa técnica é o uso das três cordas mais agudas (primas), já que as cordas graves (bordões) requerem mais destreza para serem tocadas com a mesma clareza. Nesse caso específico, vemos o arpejo como o registro superior de um sweep padrão de 5 cordas, onde as notas para lá menor (Am) são, em ordem ascendente, A-C-E-A-C-E-A. Começando na tônica do meio, sobe-se a escala e retorna-se à tônica inicial (A-C-E-A-E-C-A). Numa tablatura na 12ª posição, ficaria assim:
```
E|--------12-17-12--------
B|-----13----------13-----
G|--14----------------14--
D|------------------------
A|------------------------
E|------------------------
```

Se adicionarmos continuarmos pela oitava inferior do arpejo, o formato completo fica assim:
```
E|------------------12-17-12-----------------
B|---------------13----------13--------------
G|------------14----------------14-----------
D|---------14----------------------14--------
A|---12-15----------------------------15-12--
E|-------------------------------------------
```

Observe que no meio da sequência (3ª e 4ª cordas), toca-se a mesma casa para as duas cordas. Nesse caso, pode-se usar a ponta do dedo na corda inicial (a 4ª, no movimento para baixo), e a falange do mesmo dedo na corda seguinte, como uma pequena pestana. No movimento para cima, inverte-se o movimento: usa-se a falange na 3ª corda, e depois a ponta na 4ª. Note também que na corda mais grave e na mais aguda duas notas devem ser tocadas em seguida na mesma corda; é nesse caso que o legato é normalmente usado, para manter a fluidez da sonoridade e do movimento da palheta.
O som das notas no arpejo pode ser obtido através de várias técnicas, como mudança na articulação da palheta, legato (hammer-ons/pull-offs), ou, em alguns casos, ligaduras com arrasto (legato slides), usado mais raramente devido ao grande controle necessário para se deslizar até um ponto preciso da corda. Steve Vai e Shane Gibson usam esse recurso com fluidez. Sweeps também podem ser expandidos por tapping (como usado por Michael Angelo Batio e Tony McAlpine), permitindo tocar notas além da sequência de arpejo normal.
Abaixo estão as notas da tríade de Am; depois das 6 primeiras que notas seguem o padrão normal, toca-se o E através de tapping, o que abre espaço para tocar as notas D,C e B via pull-offs.
""= Tapped ()= Pull-off.
i.e. A-C-E-A-C-"E"-(D)-(C)-(B)-A-E-C-A
Ascendente Descendente
Observe que apesar da duração do arpejo aumentar, parte da fluidez naural do arpejo é perdida devido à inclusão de notas de passagem, o que pode ser não desejado quando se busca uma sonoridade mais clássica.

## Guitarristas que dominam a técnica
Dominado com maestria, o sweep picking pode ser aplicado a praticamente qualquer ideia além de arpejos, o que é tido por muitos como um sinal de virtuosidade e domínio técnico do instrumento. O sweep picking é utilizado por guitarristas como:
- Richie Kotzen
- Ritchie Blackmore
- Synyster Gates
- Jason Becker
- Juninho Afram
- Michael Angelo Batio
- Edu Ardanuy
- Marty Friedman
- Frank Gambale
- Allan Holdsworth
- Alexi Laiho
- Kiko Loureiro
- Yngwie Malmsteen
- Vinnie Moore
- John Petrucci
- Frank Solari
- Steve Vai
- Paul Gilbert
- Herman Li
- Eddie Van Halen
- Frank Gambale
- Nuno Bettencourt
- Janick Gers
- Dave Murray
- Luca Turilli
- Adrian Smith
- André Olbrich
- Steve Hackett
- Guthrie Govan
- Ozielzinho
- Michael Romeo
- Corey Beaulieu
- Jacky Vincent
- Joe Satriani
- James Root
- Buckethead
- Roland Grapow
- Tiago Della Vega